# Stargirl (televizijska serija)
Stargirl je američka televizijska serija koju je razvio Geoff Johns. Premijerno prikazana na platformi DC Universe streaming. Temelji se na superheroju DC Comics Courtney Whitmore koju su stvorili Johns i Lee Moder. Serija prati srednjoškolku Courtney Whitmore, koja otkriva kozmički štap i postaje inspiracija novoj generaciji superheroja koji se zovu Justice Society of America (JSA).
Dc Universe seriju je naručila u srpnju 2018., Bassinger je odabrana za glavnu glumicu u rujnu, s dodatnim kastinzima za obitelj, JSA i Injustice Society of America (ISA) do veljače 2019. Snimanje serije započelo je u ožujku 2019. u gradskom području Atlante u Georgiji. Prva sezona serije se počela premijerno prikazivati 18. svibnja 2020., sezona se sastoji od 13 epizoda. Sljedeći dan emitirana je na mreži The CW. U srpnju 2020. serija je obnovljena za drugu sezonu, s podnaslovom Summer School, koja je premijerno prikazana 10. kolovoza 2021. kao izvorna serija The CW-a. U svibnju 2021. serija je obnovljena za treću sezonu, s podnaslovom Frenemies, čija je premijera krenula 31. kolovoza 2022. Dana 31. listopada 2022. objavljeno je da će serija biti otkazana nakon tri sezone.
Prije premijere serije, likovi iz serije bili su predstavljeni kao cameo tijekom crossover epizode Arrowversea "Crisis on Infinite Earths", postavljajući Stargirl kao postojeću na Zemlji paralelnoj sa serijama Arrowversea.

## Radnja
Deset godina nakon što su gotovo svi junaci Justice Society of America poginuli u bitci s Injustice Society of America, srednjoškolka Courtney Whitmore otkriva Starmanov kozmički štap, saznavši da je njezin očuh Pat Dugan bio Starmanov pomoćnik, postaje inspiracija cijeloj novoj generaciji superjunaka.

## Uloge

### Glavni likovi
- Brec Bassinger kao Courtney Whitmore / Stargirl: srednjoškolka koja pronalazi moćno oružje, kozmički štap i postaje superheroj Stargirl. Kao Stargirl postaje vođa druge reinkarnacije Justice Society of America (JSA).
- Yvette Monreal kao Yolanda Montez / Wildcat II: Nekada popularna studentica na Blue Valley Highu sve dok je skandal nije učinio sramotom katoličkim roditeljima. Vješt boksač, postaje jedna od Courtneyinih prijateljica i članica nove JSA kao nova Wildcat.
- Anjelika Washington kao Beth Chapel / Doctor Mid-Nite II: Društveno odbačena štreberica koja postaje jedna od Courtneyinih prijatelja i članica nove JSA kao novi Doctor Mid-Nite.
- Cameron Gellman kao Rick Tyler / Hourman II: Srednjoškolski delinkvent s problemima ljutnje i sin bivšeg Hourmana čiji su roditelji poginuli u namještenoj prometnoj nesreći kad je imao sedam godina. Postaje jedan od Courtneyinih prijatelja i član nove JSA kao novi Hourman.
- Trae Romano kao Mike Dugan: Sin Pata Dugana i Courtneyin polubrat. U jednoj epizodi bude izabran za novog Thunderbolta.
- Amy Smart kao Barbara Whitmore: Courtneyina majka i supruga Pata Dugana, koja nastoji uskladiti privatni i poslovni život. Nakon braka s Patom, u početku je bila surogat majka svom posinku Mikeu te Courtneyinim suigračima iz JSA nakon što je otkrila tajne Pat i Courtney.
- Luke Wilson kao Pat Dugan / S.T.R.I.P.E.: Courtneyin očuh, bivši pomoćnik Starmana, mehaničar koji posjeduje garažu u kojoj skladišti i skriva 15-metarsko robotsko vozilo koje je izrađeno od rezervnih automobilskih dijelova. Pat je mentor i očinska figura Courtney i njezinim suigračima iz JSA, dok koristi garažu pod nazivom The Pit Stop kao prednju stranu. Unatoč svojim superjunacima, Pat želi osigurati normalan život svojoj obitelji.
- Hunter Sansone kao Cameron Mahkent: Student Blue Valley Higha, umjetnik i sin Jordana Mahkenta koji se sviđa Courtney.
- Meg DeLacy kao Cindy Burman: Kći Dragona Kinga, djevojka Henryja Kinga mlađeg i najpopularnija studentica Blue Valley Higha. Iako je vođa školskih navijačica, odlučna je krenuti očevim stopama. U potrazi za tim, stekla je moćni oklop i štap iz kojeg baca plamen, uz to ima poboljšane sposobnosti i rukuje oštricama koji izlaze iz njezine kože.
- Nick Tarabay kao Eclipso (sezona 2, gost u 1.sez): Entitet zarobljen unutar crnog dijamanta kojeg Cindy dobiva.
- Jake Austin Walker kao Henry King Jr. (sezona 1, gost u 2.sez): Student i nogometaš na Blue Valley Highu. Nakon što je doživio emocionalni stres nakon što mu je otac postao psihotičan, razvija psihičke moći.
- Neil Jackson kao Jordan Mahkent / Icicle (sezona 1, gost u 2.sez): Vođa ISA, biznismen s moći kriokineze i osnivač tvrtke The American Dream koja je odgovorna za revitalizaciju Blue Valley.
- Christopher James Baker kao Henry King Sr. / Brainwave (sezona 1, gost u 2.sez): Član ISA sa psihološkim sposobnostima, otac Henryja Kinga mlađeg i uspješan neurokirurg u medicinskom centru Blue Valley.

### Sporedni likovi
- Henry Thomas kao Charles McNider / Doctor Mid-Nite: Član izvorne JSA-e koji je bio detektiv i briljantan, napredan medicinski pionir s posebnim naočalama opremljenim umjetnom inteligencijom, kojeg je Beth kasnije nazvala "Chuck", po uzoru na njegovu osobnost kako bi joj pomogao u borbi protiv kriminala.
  - Thomas također daje glas "Chucka" u prvoj sezoni, dok Alex Collins u drugoj sezoni.
- Eric Goins kao Steven Sharpe / Gambler: Član ISA-e koji je majstor u umjetnosti obmane. Sharpe je financijski direktor The American Dream s egocentričnom osobnošću.
- Neil Hopkins kao Lawrence "Crusher" Crock / Sportsmaster: Član ISA-e koji drži oružje športske tematike i vjeruje da su sve njegove mete samo dio igre za pobjedu. Crusher je vlasnik teretane u Blue Valleyu zvane Ripped City, oženjen je Paulom Brooks i otac je Artemis Crock.
- Joy Osmanski kao Paula Brooks / Tigress: Član ISA-e koji lovi najopasnije ljude na svijetu. Učiteljica tijelesnog odgoja u Blue Valley Highu, supruga "Crusher" Crocka i majka Artemis Crock.
- Mark Ashworth kao Justin / Shining Knight: Tajanstveni domar u srednjoj školi Blue Valley s amnezijom, koji je ranije bio stoljetni osvetnik, vitez iz Camelota koji nosi Excalibur i član Seven Soldiers of Victory.
- Ysa Penarejo kao Jenny / Jade (sezona 2): kćer Alana Scotta / Green Lanterna koja je odrasla u sirotištu i nastoji pronaći svojeg brata.
- Alkoya Brunson kao Jakeem Thunder (sezona 2): Mikeov najbolji prijatelj.
- Jonathan Cake kao Richard Swift / The Shade (sezona 2): Besmrtni superzlikovac koji može stvarati i kontrolirati sjene. Nekada je bio dio ISA-e sve dok nije otišao jer je Icicleov "Project New America" smatrao glupošću. Nakon osnutka "Project New Amrica", Shade se ponovno pojavljuje kao putujući kolekcionar predmeta.
- Hina Khan kao Anaya Bowin (sezona 1): Ravnateljica srednje škole Blue Valley, vješta violinistica, majka Isaaca Bowina i potajno članica ISA-e. Fiddlerova žena.
- Nelson Lee kao Dr. Shiro Ito / Dragon King (sezona 1): Bliski saveznik ISA-e i otac Cindy Burman. Kontroverzni znanstvenik koji skriva svoje unakaženo lice i eksperimentira na sebi i svojim pacijentima. Izvorno je bio japanski carski ratni zločinac iz Drugog svjetskog rata koji je navodno pogubljen zbog svojih zločina prije nego što je potajno upao u ISA-u.
- Solomon Grundy: ogromni zombi i član ISA-e, pojavljuje se kroz CGI.

### Gosti
- Joel McHale kao Sylvester Pemberton / Starman: Član izvornog JSA-a koji je koristio kozmički štap protiv gravitacije koji je izumio znanstvenik Ted Knight, a koji Courtney kasnije pronalazi.
  - McHale također prikazuje čovjeka koji se pojavljuje na kraju epizode "Stars & S.T.R.I.P.E. Two Part", koji tvrdi da je Pemberton.
- Lou Ferrigno Jr. kao Rex Tyler / Hourman: Član izvornog JSA-a i otac Ricka Tylera koji je bio "kemičar i ovisnik o adrenalinu" sa sposobnošću stjecanja super snage sat vremena dnevno koristeći tvar koju je sam izumio u svojoj amajliji u obliku pješčanog sata.
- Brian Stapf kao Ted Grant / Wildcat: Član izvornog JSA-e koji je bio bivši boksač teške kategorije i vješt ulični borac koji je nosio egzoodijelo koje je umjetno pojačalo njegovu prirodnu atletsku snagu.
- Adam Aalderks kao Matt Harris: Brat supruge Rexa Tylera, Wendi, i ujaka po majci Ricka Tylera. On preuzima skrbništvo nad Rickom nakon što ISA ubila Rex i Wendi.
- Geoff Stults kao Sam Kurtis: Courtneyin otac i Barbarin bivši dečko koji se pokušava ponovno povezati s Courtney deset godina nakon njegova nestanka.
- Olive Abercrombie kao Rebecca McNider: Rodica Charlesa McNidera koja je postala jedna od Eclipsovih žrtava.
- Ethan Embry ka Johnny Thunder: Član JSA-e koji je posjedovao ružičastu olovku.
- Jim Gaffigan kao glas Thunderbolta: Duh 5. dimenzije koji stanuje u ružičastoj olovci.
- John Wesley Shipp kao Jay Garrick / The Flash (sezona 2): Član JSA-e koji se kreće velikom brzinom. Shipp je također igrao inačicu Garricka u seriji The Flash (2014.).
- Joe Knezevich kao William Zarick / Wizard (sezona 1): Čarobnjak i član ISA-e koji koristi magiju. Viječnik Blue Valleya.
- Cynthia Evans kao Denise Zarick (sezona 1): Supruga Williama Zaricka i majka Joeyja Zaricka.

## Popis sezona
Serija se u Hrvatskoj prikazivala na HBO kanalima, 1. sezona premijerno se prikazivala od 5. rujna do 28. studenoga 2020. na HBO 3 kanalu, s reprizama na HBO i HBO 2.
2. sezona je premijerno prikazivana od 11. listopada 2021. na HBO kanalu, a završila je 25. prosinca 2021. na HBO 3 kanalu.
3. sezona se premijerno prikazivala od 31. kolovoza 2022. od  11. travnja 2023. na HBO kanalu.
| Sezona | Sezona | Broj Epizoda | SAD emitiranje     | SAD emitiranje     | Hrvatsko emitiranje | Hrvatsko emitiranje |
| Sezona | Sezona | Broj Epizoda | Premijera sezone   | Finale sezone      | Premijera sezone    | Finale sezone       |
| ------ | ------ | ------------ | ------------------ | ------------------ | ------------------- | ------------------- |
|        | 1.     | 13           | 18. svibnja 2020.  | 10. kolovoza 2020. | 5. rujna 2020.      | 28. studenoga 2020. |
|        | 2.     | 13           | 10. kolovoza 2021. | 2. studenog 2021.  | 11. listopada 2021. | 25. prosinca 2021.  |
|        | 3.     | 13           | 31. kolovoza 2022. | 7. prosinca 2022.  | 17. siječnja 2023.  | 11. travnja 2023.   |

## Vanjske poveznice
- Službena stranica (engl.)
- Stargirl u internetskoj bazi filmova IMDb-a (engl.)